# Rock Hard
Ne doit pas être confondu avec Hard rock.
Rock Hard (aussi typographié RockHard) est un magazine musical allemand spécialisé dans tous les styles de rock et le heavy metal, publié de manière mensuelle, fondé en septembre 1983 et édité Holger Stratmann. En 2020, le magazine compte plus de 400 numéros publiés. Rock Hard traite de l'actualité musicale, propose des interviews, des comptes-rendus, des agendas de concerts et d'autres rubriques. Le magazine possède également des éditions indépendantes homonymes basées au Brésil, en France, en Grèce et en Italie.

## Histoire
Rock Hard est créé en septembre 1983 sous forme de fanzine à Dortmund en Allemagne par Holger Stratmann, qui en est (en date) toujours rédacteur, et Uwe Lerch. Le rédacteur en chef est Götz Kühnemund. Le magazine traite de l’actualité musicale, propose des interviews, des comptes-rendus, des agendas de concerts et d’autres rubriques. En 1993, quelques membres de la rédaction ont créé un groupe musical parodique nommé Randalica.
Après l'édition allemande de Metal Hammer, c'est le principal magazine de metal et de hard rock en Allemagne. Le magazine d'information allemand Der Spiegel le qualifie d'« organe central » (Zentralorgan) du fanatisme heavy metal en Allemagne ; d'autres le qualifie de « magazine culte » (Kultzeitschrift).
Fondé par Holger Stratmann, plus de 300 numéros ont été publiés en Allemagne depuis 1983 ; il est publié tous les mois depuis 1989. Le magazine Rock Hard est indépendant des grandes entreprises médiatiques. Son slogan est « critique, compétent, indépendant ». Depuis 1990, les employés du magazine organisent également le Rock Hard Festival qui se tient chaque année à Gelsenkirchen, le week-end de la Pentecôte depuis 2003. Le festival est retransmis en continu par le magazine d'information Spiegel Online, l'édition internet de Der Spiegel, et par la chaîne de télévision WDR sous le label Rockpalast.
Götz Kühnemund est rédacteur en chef de Rock Hard de 1990 à janvier 2014, date à laquelle lui et d'autres rédacteurs ont dû quitter le magazine en raison de besoins financiers et de divergences créatives avec le fondateur et éditeur du magazine, Holger Stratmann. Kühnemund, qui n'est pas seulement une figure connue de la scène metal allemande, était réputé pour ses efforts visant à préserver ce qu'il appelait le « vrai heavy metal » au lieu d'une approche plus commerciale, ouvrant ainsi le magazine à des influences de différents styles de metal. Le départ de Kühnemund a été comparé au « pape quittant l'église ». Kühnemund fonde alors un nouveau magazine appelé Deaf Forever. Boris Kaiser et Michael Rensen deviennent les nouveaux rédacteurs en chef dans le cadre d'une double direction. Depuis février 2016, seul Boris Kaiser est rédacteur en chef, tandis que Michael Rensen travaille à nouveau comme rédacteur.
Rock Hard possède sa propre chaîne de streaming musical sur le portail vidéo internet Putpat.tv. Il publie également sa propre application mobile en plus du magazine, disponible sur iTunes et Google Play,. Cette évolution est due à la baisse des ventes du magazine imprimé, un phénomène qui a touché l'ensemble de la presse musicale en Allemagne ces dernières années et qui a également contraint Rock Hard à « se concentrer sur son cœur de métier », en utilisant le secteur en ligne pour le marketing et les services complémentaires.

## Éditions indépendantes

### Brésil
Rock Hard Brasil est fondé au Brésil en 2006 et a depuis fusionné avec le fanzine Valhalla (fondé dix ans plus tôt). Il propose la traduction des meilleurs articles de l’édition allemande, ainsi que des articles originaux. L’édition brésilienne est le magazine metal ayant le plus gros tirage d’Amérique du Sud[réf. nécessaire].

### Espagne
À la suite de la faillite de la maison d’édition du magazine Rocksound, l’équipe éditoriale fonde le mensuel Rockzone. La version espagnole de Rock Hard est créée en 2006 par une partie de l’équipe de rédaction de Rockzone. Le magazine consacre une grande partie de ses articles à l’actualité internationale mais conserve également une place pour les groupes espagnols. Après deux ans de publication, la version espagnole ferme ses portes pour une durée indéterminée en septembre 2008.

### France
En France, Rock Hard est fondé en juin 2001 par Marc Villalonga et Philippe Lageat, un photographe et un journaliste qui ont déjà fait leurs preuves dans d’autres journaux et qui ont quitté leur précédent employeur, Hard Rock Magazine, afin de voler de leurs propres ailes. Il est édité par Grands Malades Éditions SARL. La rédaction est complétée par Stéphane Auzilleau, Benji, Charlélie Arnaud, Emmanuel Hennequin, Djul, Guillaume Fleury, François Blanc, Stephan Biard et Morgan Rivalin. On y trouve les mêmes rubriques que dans la version allemande et des rubriques originales telles que L'Œil de verre (photographie d’un musicien célèbre commentée par son auteur), Première fois (les premières fois d'un artiste), Dans la peau de... (les tatouages d'un artiste) et, surtout, la Métalthèque idéale (une sélection des meilleurs albums de chaque genre). La rédaction dit produire un magazine « 100 % indépendant ». Ce dernier est en effet capable de se financer entièrement seul. La version francophone est distribuée en France, en Belgique, en Suisse, au Luxembourg et au Canada.
En avril 2009, le magazine jouit d'une exposition inattendue puisque le député PS Patrick Roy, au cours du débat sur la loi Hadopi, brandit le magazine à la tribune de l'Assemblée nationale afin d'expliquer à l'hémicycle qu'internet a favorisé l'émergence et la diffusion de petits groupes - tels que le magazine les recense. Lors de la session de questions au gouvernement du 30 mars 2010, Patrick Roy récidive avec un exemplaire du hors-série consacré à l'édition 2009 du Hellfest avant d'interroger le ministre de la culture sur la polémique née des propos de Christine Boutin et Philippe de Villiers sur le festival de musiques extrêmes. 
En juin 2010 sort le no 100 de ce mensuel qui retrace les dix ans de carrière de la rédaction.
En 2023, l'édition française compte plus de 240 numéros à son actif. L'édition possède également sa propre application mobile disponible sur le Google Store.

### Grèce
Rock Hard est édité en Grèce depuis décembre 2005 à l’initiative de Sakis Fragos et Dimitris Seirinakis. Cette édition est sans doute l’une des plus originales avec notamment des rubriques telles que Remember Tomorrow (comparaison de photos d'un groupe contemporain et dans les années 1980), l’« Horoscope metal » (traité bien entendu sur un ton humoristique) ou encore Blast from the Past (chroniques sur plusieurs albums sortis le même mois, il y a au moins dix ans). L’édition grecque est distribuée en Grèce et à Chypre.

### Italie
Rock Hard a été créé en Italie par Luca Barigione et Marco Ardemagni (deux fans de metal diplômés en économie). La version italienne devient de plus en plus importante et a sponsorisé le festival Gods of Metal de 2006.